# Bernhard Gatzke
Bernhard Gatzke (* 14. Mai 1959 in Crailsheim) ist ein ehemaliger deutscher Mittel- und Langstreckenläufer.
Bei den Leichtathletik-Halleneuropameisterschaften 1980 in Sindelfingen wurde er Vierter über 3000 m. 1983 wurde er bei den Deutschen Hallenmeisterschaften Dritter über 1500 m. Bernhard Gatzke startete für die LG Bonn/Troisdorf und die LG Bayer Leverkusen.

## Persönliche Bestzeiten
- 800 m: 1:49,4 min, 30. August 1979, Düsseldorf
- 1500 m: 3:42,7 min, 19. August 1979, Köln
- 3000 m: 7:56,1 min, 25. August 1979, Dormagen